# Neolamprologus crassus
Neolamprologus crassus là một loài cá thuộc họ Cichlidae. Nó là loài đặc hữu của hồ Tanganyika.